# فرودگاه صحرایی راجرز
فرودگاه صحرایی راجرز (به انگلیسی: Rogers Field) یک فرودگاه همگانی است که یک باند فرود آسفالت دارد و طول باند آن ۱۵۲۴ متر است. این فرودگاه در کشور ایالات متحده آمریکا قرار دارد و در ارتفاع ۱۳۸۰ متری از سطح دریا واقع شده است.